# Оскар за техничко достигнуће
Оскар за техничко достигнуће (енгл. Technical Achievement Academy Award) једна је од три награде за научна и техничка достигнућа коју додељује Академија филмских уметности и наука. (Друге две награде су Оскар за научно и инжењерско достигнуће и Оскар за заслуге (некомпетитивни).) Награда за техничко достигнуће је почасна награда која се једном годишње даје онима који су техничким достигнућима остварили значајан допринос у развитку филмске индустрије. Награда је сертификат, који описује постигнуће и садржи списак имена који добијају признање за одређен допринос. Награда се обично додељује на церемонији уз вечеру, недељу-две дана пре преноса доделе Оскара — у ком се нађе и краћи прилог о овој награди.